# Scooby-Doo et le Monstre du lac
Série
Scooby-Doo : Le mystère commence
(2009) Daphne et Vera
(2018)
Pour plus de détails, voir Fiche technique et Distribution.
Scooby-Doo et le Monstre du lac (Scooby-Doo! Curse of the Lake Monster) est un téléfilm américain de Brian Levant, diffusé le 16 octobre 2010 aux États-Unis et sortie directement en DVD en France le 6 avril 2011.
Scooby-Doo et le Monstre du lac est basé sur la franchise Scooby-Doo.

## Synopsis
Les vacances sont arrivées, mais pas question de se reposer pour Scooby-Doo et ses amis, qui ont une dette à rembourser. Ils vont ainsi travailler chez Thorton « Thorny » Blake 5e du nom, l'oncle de Daphné, qui gère un centre de vacances à Érié (Pennsylvanie). Mais en arrivant sur place, ils découvrent que le lac voisin cache une étrange créature : une grenouille géante et terrifiante. Selon une légende locale cette grenouille aurait été transformée par Wanda Grubwort, une sorcière des années 1800, pour chasser les colons du lac.

## Fiche technique
- Titre original : Scooby-Doo! Curse of the Lake Monster
- Titre français : Scooby-Doo et le Monstre du lac
- Réalisation : Brian Levant
- Scénario : Daniel Altiere et Steven Altiere
- Musique : David Newman
- Décors : Stephen J. Lineweaver
- Costumes : Alexis Scott
- Photographie : Dean Cundey
- Son : Michael D. Wilhoit, Austin J. Brucks
- Montage : Eric Osmond
- Production : Brian Levant et Brian J. Gilbert

Production exécutive : Tom Keniston
- Sociétés de production[3] : Atlas Entertainment, Telvan Productions et Nine/8 Entertainment
  - avec la participation de Warner Premiere et Cartoon Network
- Sociétés de distribution : 
  - États-Unis : Cartoon Network (Diffusion TV) ; Warner Premiere (DVD)
- Budget : n/a
- Pays d'origine :  États-Unis
- Langue originale : anglais
- Format[4] : couleur - 35 mm - 1,78:1 (Widescreen 16:9)
- Genre : comédie, aventures, fantastique
- Durée : 79 minutes
- Date de diffusion[1] :
  - États-Unis : 16 octobre 2010
- Classification[5] :
  -  États-Unis : Certaines scènes peuvent heurter les enfants - Accord parental souhaitable (PG - Parental Guidance Suggested) [Note 1].
  -  États-Unis (Diffusion TV) : Ce programme contient des éléments que les parents peuvent considérer inappropriés pour les enfants (TV-PG).
  -  France : Tous publics (Conseillé à partir de 6 ans)[6].

## Distribution
- Nick Palatas (VF : Donald Reignoux) : Sammy Rogers
- Robbie Amell (VF : Alexis Tomassian) : Fred Jones
- Kate Melton (VF : Céline Melloul) : Daphné Blake
- Hayley Kiyoko (VF : Karine Foviau) : Véra Dinkley/Wanda Grubwort
- Frank Welker (VF : Éric Missoffe) : Scooby-Doo (voix)
- Ted McGinley (VF : Edgar Givry) : Thorton « Thorny » Blake V
- Richard Moll : Elmer Uggins
- Nichelle Nichols : la sénatrice
- Marion Ross : Hilda Trowburg/Grubwort
- Carey L. Jones : le Monstre du Lac
- Beverly Sanders : Wanda Grubwort (flashback)
- Karee Higashi : Fille hawaïenne #1
- Cherisse Ligot : Fille hawaïenne #2
- David Dedinsky : le joueur de tennis (non crédité)

-Ce téléfilm n'a pas été doublé au Québec.

## Autour du film
- Le succès d'audience de Scooby-Doo : Le mystère commence et Scooby-Doo et le Monstre du lac (respectivement 5 et 12 millions de spectateurs[réf. nécessaire]) a incité Cartoon Network et Warner Bros à signer pour trois autres films[réf. nécessaire].
- L'épouvantail de la ferme Frickert provient de l'épisode The Frickert Fracas de la série Les Grandes Rencontres de Scooby-Doo. Dans cet épisode, la bande de limiers fait la rencontre de Jonathan Winters.
- Pour échapper au monstre du lac, Fred et Daphné ce sont fait passer pour des mannequins en reprenant les tenues qu'ils portent dans les dessins animés.
- Edgar Givry est déjà assez connu chez Scooby-Doo, puisqu'il doublait déjà Fred entre la version de 1969 et Agence Toutou Risques.

## Editions en vidéo
- Au Québec, Scooby-Doo et le Monstre du lac est sorti en DVD le 16 octobre 2010[7].
- En France, Scooby-Doo et le Monstre du lac est sorti en DVD le 6 avril 2011[2] et en VOD le 30 novembre 2011[6].